# Teckenskapande
Teckenskapande är en social process där människor kommunicerar med olika teckensystem som är socialt och kulturellt formade. Teckensystem innebär olika tecken som till exempel tal, skrift, bilder, gester samt ljud . I samspel med omvärlden producerar vi tecken som tolkas via användningen av ett teckensystem. Det här ger ett teckenskapande som är uppdelat i två, ett inre- och ett yttre skapande. Det vill säga där tecknen skapas för ett yttre användande där andra kan ta del av dem, eller ett inre användande när tecknen används för vårt eget inre tolkningsarbete. Där båda delarna ingår både i kommunikation och lärande . Om olika teckensystem kombineras beskrivs kommunikationen som multimodal, något småbarn som ännu inte har talet är duktiga på då de behöver använda olika tecken för att kunna kommunicera och bli förstådda 
Exempel: om ett barn är törstigt och vill ha vatten men inte kan säga det med ord. Så kommer barnet föra en inre dialog med sig själv hur det ska få uppmärksamhet och göra sig förstådd. Barnet kommer fundera på vilket ljud och möjligen annat tecken som kan representera vatten och törst, så att föräldrarna förstår sammanhanget och kommer med vatten. Slutligen bestämmer sig barnet för att peka och använda ljudet “tss” för att härma vattenkranens läte 
Teckenskapande är en process där symboler skapas i två steg. Det första steget är att identifiera de delar som ska representeras och är av intresse inom det aktuella sammanhanget, de här delarna fungerar sedan som symboler. Första steget är viktigt eftersom vi lever i ett svåröverskådligt samhälle där allt inte går att kommunicera, utan vi tvingas göra urval av helheten som går att delge. Det är även av vikt att symbolen ger ett uttryck för att andra ska kunna få möjligheten att ta del av informationen. Därför blir steg två att utifrån sammanhanget välja passande form, där tillgängligheten till olika resurser blir en påverkande faktor av valet. I det här sammanhanget innebär resurser teckensystem, medier, material och redskap. Det vill säga olika saker som kan användas för att ge uttryck för det tilltänkta . Teckenskapandet sker inom ramar av sociala sammanhanget samt den personliga förmågan att ta tillvara och hantera de olika resurserna . Att en representation inte är heltäckande utan enbart synliggör de delar som behövs för att budskapet ska nå fram medför en del möjligheter. Bland annat får lärare möjligheten att se och förstå vad barnet anser centralt i en uppgift, då det är vad barnen kommer lyfta fram i någon form. Likaså går det att analysera olika representationer, se vad som lyftes fram och med vilka medel. För att vidare se om barn behöver ytterligare kunskap i att hantera olika teckensystem eller kanske som lärare öppna upp för användandet av fler .
Nya tecken skapas hela tiden men om de kommer att etableras i det semiotiska systemet avgörs av de sociala relationerna . Om tecknen kommer att överleva och användas naturligt är sammankopplat med sociala ordningar så som hierarkier. Här råder det ojämna maktrelationer, bland annat mellan barn och vuxna, då det oftast är de vuxnas tecken som accepteras medan barns tecken blir bortvalda. Som i exemplet ovan så är det de vuxnas tecken för vatten, det vill säga det verbala ordet vatten, som accepterats och etablerats i samhället. Medan barnets tecken “tss” inte accepteras även om det går att kommunicera med. Det medför att när barnet senare lär sig det verbala språket kommer den att få lära sig det rätta tecknet . 